# Chocolatier

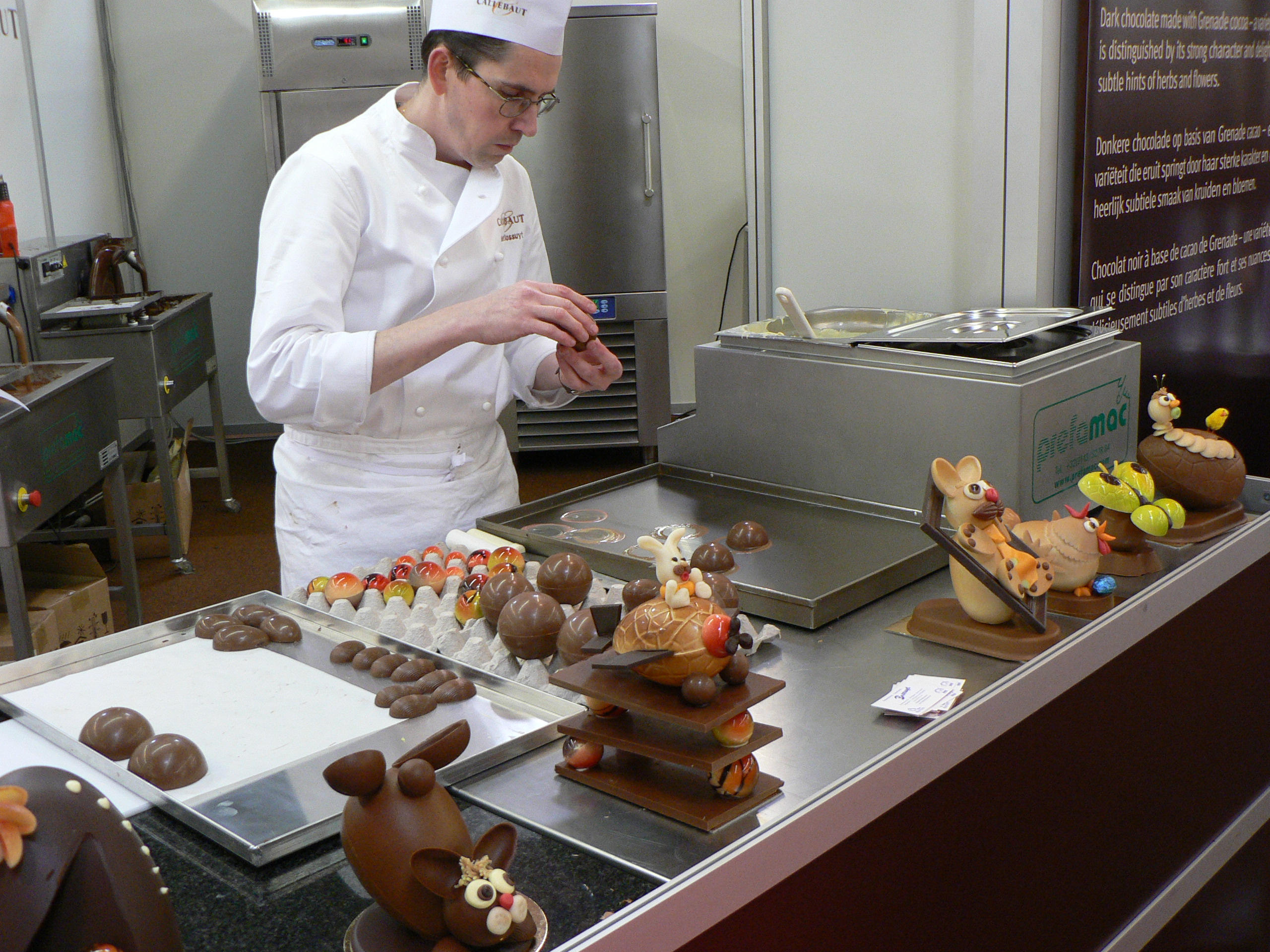
Ein Chocolatier beim Herstellen von Schokoladeneiern

Ein Chocolatier (aus dem Französischen) stellt Schokoladenprodukte her. Er ist ein Konditor oder Confiseur, der auf Schokolade spezialisiert ist und fertigt Süßigkeiten aus Schokolade. Chocolatiers arbeiten handwerklich mit vorgefertigter Schokoladenmasse und sind daher von den industriellen Schokoladenherstellern zu unterscheiden.
In der Lebensmittelindustrie sind es bei den großen bekannten Schokoladenmarken meist Lebensmitteltechnologen oder Ingenieure für Lebensmitteltechnologie (FH), die sich mit Entwicklung und Weiterentwicklung von Schokoladeprodukten befassen. Zur industriellen Herstellung von Schokolade und Schokoladenprodukten ist in Deutschland eine drei Jahre dauernde Ausbildung für den Beruf als Fachkraft für Süßwarentechnik eingerichtet worden. Die zentrale Fachschule der deutschen Süßwarenwirtschaft (ZDS) in Solingen bietet weitere Aus- und Weiterbildungen an.

## Aus- und Weiterbildung

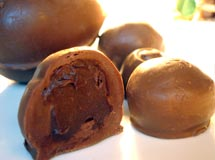
Schokoladentrüffel

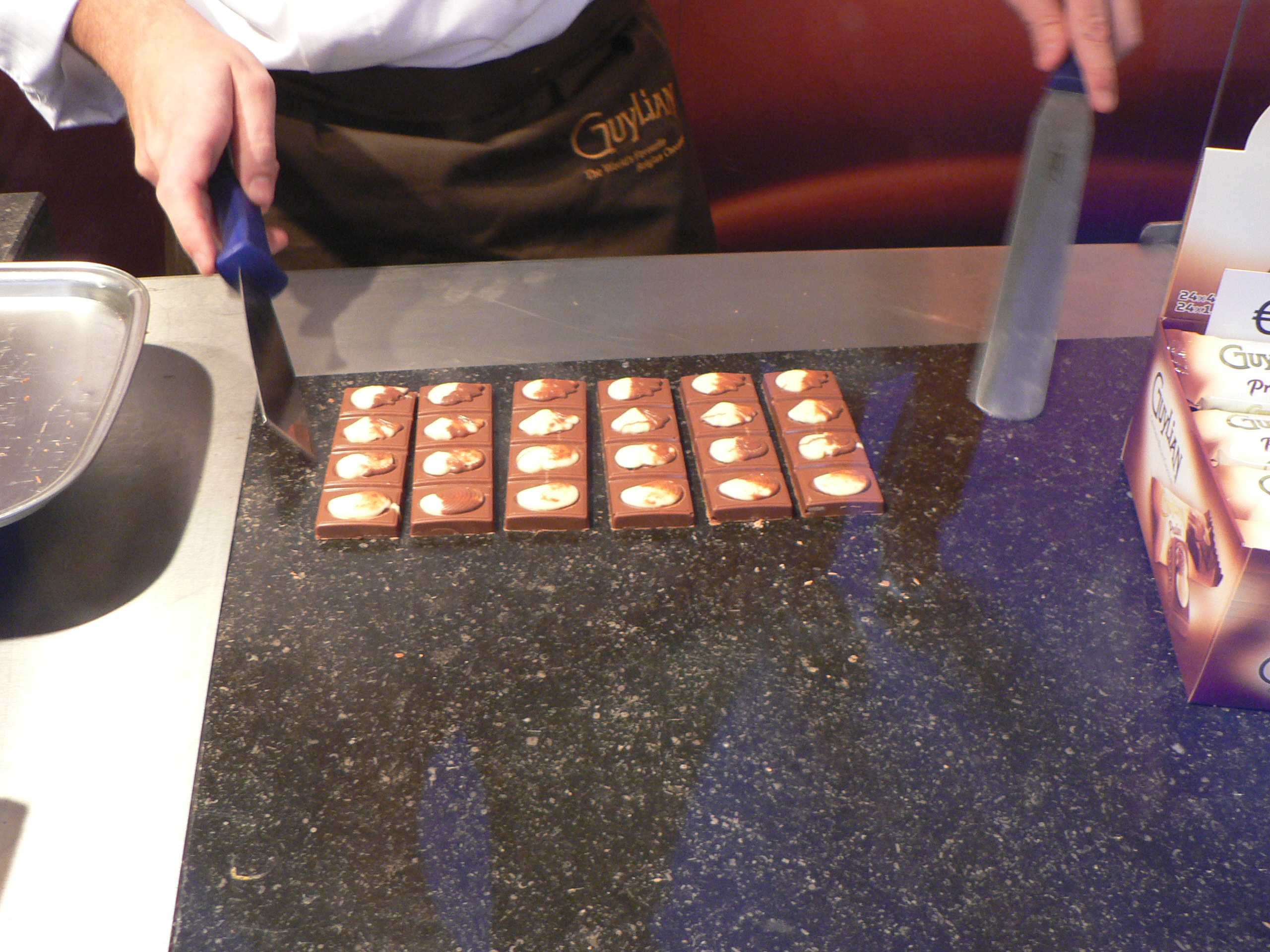
Schokoladenbearbeitung auf einer Marmorplatte während des Abkühlens

Chocolatier ist kein eigenständiger Ausbildungsberuf. Gewöhnlich beginnen Chocolatiers als Konditoren, doch durch eine anerkannte schulische Ausbildung und autodidaktisches Lernen kann jeder zu einem Chocolatier werden. Eine ausreichende Weiterbildung ist notwendig, um eine Anstellung als Chocolatier zu erhalten oder als selbständiger Meister-Chocolatier arbeiten zu können. Ein Meister-Chocolatier hat die handwerkliche Kunst perfektioniert, mit Schokolade zu arbeiten, er kreiert formschöne und geschickt gefertigte Kunstwerke aus Schokolade. Dazu braucht es jahrelange Erfahrung und gute Hintergrundkenntnisse zu Konfekt und Backwaren.
Es gibt eine Vielzahl von kulinarischen Schulen und sogar spezielle Schokoladenschulen, wie die École Chocolate in Kanada oder The Chocolate Academy der Firma Callebaut mit dreizehn verschiedenen Schulen auf der Welt. The French Culinary Institute in New York City bietet Lehrgänge für zukünftige Chocolatiers an.
Um Chocolatier zu werden, muss man zunächst lernen, wie man Schokolade herstellt. In zunehmenden Schwierigkeitsgraden erlernt man die Arbeitstechniken zur Kreation von handgefertigten Kunstwerken, die vor allem wohlschmeckend sein müssen. Normalerweise beginnt die Ausbildung damit, wie man Schokolade aus einer Vielzahl von Zutaten herstellt. Wenn die Auszubildenden gelernt haben, wie man Schokolade macht und die physikalischen und chemischen Aspekte der Schokolade zu verstehen beginnen, können sie mit Schokolade in vielen verschiedenen Anwendungsbereichen arbeiten. Da Schokolade ein vielseitiges Lebensmittel ist, bieten verschiedene Lehrgänge Wissen zu unterschiedlichen Techniken der Verarbeitung von Schokolade an. Erst wenn man zu allen Anwendungen von Schokolade gut ausgebildet ist oder sich auf eine konkrete Anwendung spezialisiert hat, wird man als Chocolatier angesehen. Weiterführende Lehrgänge und Kurse können zu einem besseren Verständnis der Bestandteile von Schokolade führen und wie man durch Bildhauerei bewundernswerte Meisterwerke aus Schokolade schaffen kann.
Professionelle Chocolatiers haben Kenntnisse in
- der Geschichte der Schokolade
- modernen Techniken der Verarbeitung und der Verfeinerung
- den chemischen Eigenschaften von Geschmacksrichtungen und Oberflächenstrukturen von Schokoladen
- Temperieren, Glasieren, Dekorieren und Formguss von Schokolade
- Süßwarenrezepten mit Ganache, Zuckersirup und/oder Fondant
- betriebswirtschaftlichem Wissen in den Bereichen Vermarktung und Produktion.

## Wettbewerbe
Die Besten der Chocolatiers messen sich in Wettbewerben wie dem World Chocolate Masters, der von französischen und belgischen Schokoladenherstellern ins Leben gerufen wurde. Der Wettbewerb wertet in vier verschiedenen Kategorien, dazu gehören modellierte Pralinen, von Hand glasierte Pralinen, gastronomische Schokoladendesserts, kleine und kreative Schokoladen-Schaustücke. Einige der besten Chocolatiers der heutigen Zeit sind Naomi Mizuno aus Japan, Francisco Torreblanca, spanischer Meister-Chocolatier, Pierre Marcolini aus Belgien, Yvonnick Le Maux aus Frankreich und Carmelo Sciampagna aus Italien. Diese Meister-Chocolatiers gehören zu den besten der Welt, wenn es um Gestaltung und Bildhauerei mit Schokolade geht.

## Techniken

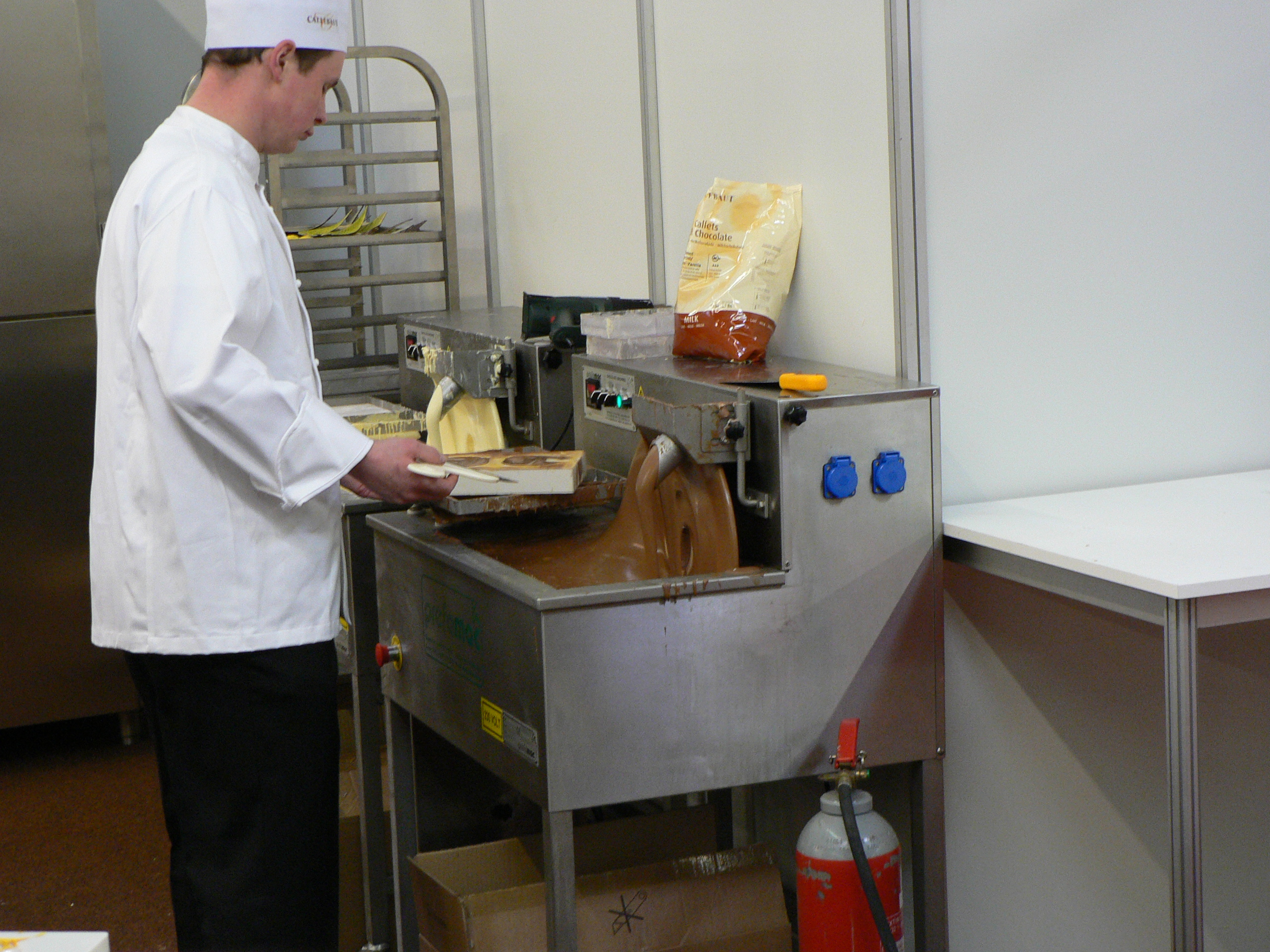
Chocolatier beim Befüllen von Modeln

Temperieren: Unter dem Temperieren versteht man die thermische und mechanische Behandlung geschmolzener Schokolade, um die Ausbildung der Kristallstruktur der Kakaobutter beim Abkühlen zu beeinflussen. Dies ist zum Beispiel notwendig, damit sie eine glänzende Oberfläche ohne Fettreif und ein knackiges Mundgefühl erhält. Ein Chocolatier muss wissen, wie Schokolade für verschiedene Anwendungen oder gewünschte Eigenschaften korrekt zu temperieren ist. Es gibt Maschinen, die das Temperieren übernehmen können, doch die meisten Chocolatiers verwenden Marmorplatten und Handwerkzeuge, um die Schokolade zu kühlen und mit ihr zu arbeiten.
Formguss: Der Formguss ist eine Gestaltungstechnik, um Schokolade auf eine schnell wiederholbare Weise zu formen. Flüssige Schokolade wird in eine Gussform (Model) gegossen und härtet dort aus.
Bildhauerei: Bildhauerei ist eine Form von dreidimensionaler Handwerkskunst und im Fall eines Chocolatiers wird nur Schokolade verwendet, um das Kunstwerk zu schaffen. Bildhauerei kann die Verwendung von Gussformen und Schokoladenstücken und das Dekorieren mit schokoladigen Verzierungen umfassen.

## Filme
- Kings of Pastry. Dokumentarfilm, USA, Frankreich, 2009, 87 Min., Regie: Chris Hegedus, D. A. Pennebaker, Produktion: Pennebaker Hegedus Films, Filmseite.
 Beobachtungen vom alljährlichen Wettbewerb Meilleur Ouvrier de France (M.O.F.) in Frankreich u. a. bei der Herstellung der zerbrechlichen Schaustücke aus Schokolade unter Anspannung und mit Anteilnahme der Juroren.
- Schokoland Salzburg. Die Kunst der Verführung. Dokumentarfilm, Österreich, 2014, 22:40 Min., Buch und Regie: Matthias Vogt, Produktion: ORF, Erstsendung: 8. August 2014 in ORF III, Reihe: Unser Österreich, Inhaltsangabe von ORF, (Memento vom 14. August 2014 im Internet Archive).